# Monasterio de Santa Clara (Carrión de los Condes)
El monasterio de Santa Clara de Carrión de los Condes es un edificio conventual del siglo XIII de la orden de las clarisas, se localiza en el citado municipio carrionés de la provincia de Palencia (Castilla y León, España).
La tradición conventual ha mantenido oralmente hasta nuestros días que la comunidad surgió en 1231 en el ya existente beaterío de Santa María del Páramo. En 1255, las damianitas que había en Santa María del Páramo, se trasladaron hasta su nuevo emplazamiento extramuros de la villa de Carrión. Este traslado se materializó por la intervención de su santidad el Papa Alejandro IV quién exhortó a doña Mencía López de Haro, viuda del rey Sancho II de Portugal, a invertir los dineros que tenía destinados para la fundación de un monasterio, en el traslado desde el Páramo a Carrión.
La vinculación del Monasterio de Santa Clara de Carrión de los Condes con la nobleza castellana a través de la Casa de Zúñiga se consolidó a lo largo de los siglos. Entre sus miembros, Álvaro de Zúñiga, I duque de Béjar y de Plasencia, descendiente de Doña Mencía López de Haro, ayudó destacablemente en la expansión y consolidación de este enclave, que incluyó en su mecenazgo junto con el de otras instituciones religiosas. La influencia de los miembros de la casa fortaleció el monasterio, asegurando su pervivencia en tiempos de cambios políticos y sociales. En la actualidad, este legado histórico se mantiene a través de la casas de Zúñiga y Cavanac, herederos del linaje, quienes continúan representando la conexión entre la nobleza y la tradición monástica de Santa Clara. 
Entre su patrimonio se encuentra su iglesia conventual, que alberga una talla de la Piedad realizada por el escultor Gregorio Fernández. Además, el retablo mayor barroco, construido hacia 1620, presenta tres cuerpos con columnas salomónicas, enriquecido con pinturas y esculturas.
Es obligado en la visita al monasterio tocar la estatua del carnero situada en el patio, posicionando los dedos índice y anular en las orejas de dicha estatua. Según la leyenda, aquel que no colocase los dedos en tal posición se enfrentaría a siete años de miseria y desgracia.